# Melanoxus
Melanoxus is een geslacht van kevers uit de familie  
kniptorren (Elateridae).
Het geslacht is voor het eerst wetenschappelijk beschreven in 1918 door Fleutiaux.

## Soorten
Het geslacht omvat de volgende soorten:
- Melanoxus africanus (Fleutiaux, 1901)
- Melanoxus fleutiauxi Girard, 1971
- Melanoxus levieuxi Girard, 1971